# Nina Semjonowna Katerli

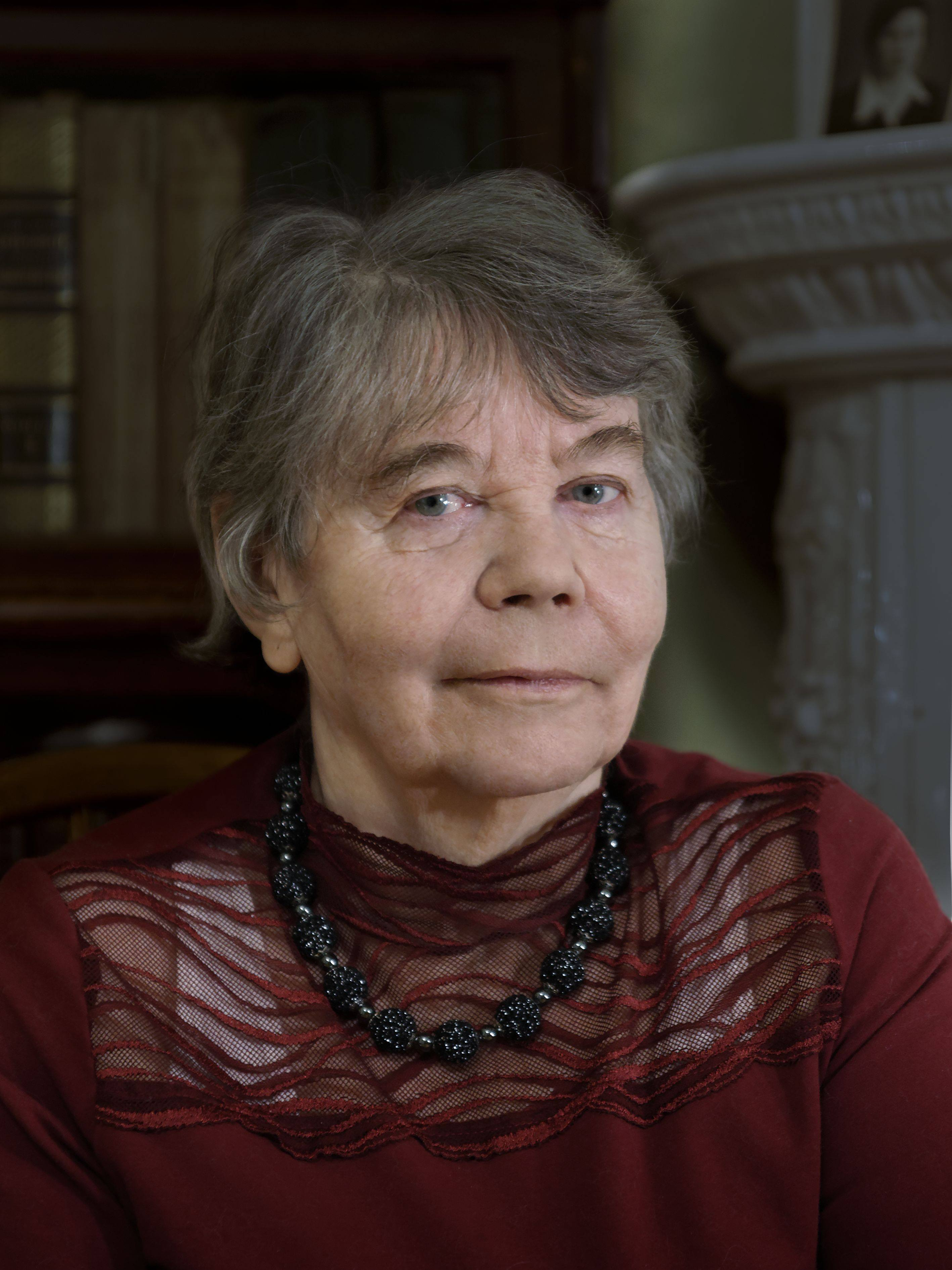
Nina Semjonowna Katerli (2011)

Nina Semjonowna Katerli, geboren Nina Solomonowna Farfel, (russisch Нина Семёновна Катерли, урожд. Нина Соломоновна Фарфель; * 30. Juni 1934 in Leningrad; † 20. November 2023 in St. Petersburg) war eine sowjetische bzw. russische Chemieingenieurin, Schriftstellerin und Menschenrechtsaktivistin.

## Leben
Katerlis Eltern waren die Schriftsteller Jelena Iossifowna Katerli (wahrer Name Kondakowa, 1902–1958) und Solomon Schmulewitsch (Semjon Samoilowitsch) Farfel (1907–1985) mit dem Pseudonym F. Samoilow.
Nach dem Studium am Lensowjet-Technologie-Institut mit Abschluss 1958 arbeitete Katerli als Chemieingenieurin in Forschungsinstituten. Schließlich gab sie 1976 ihre Berufstätigkeit auf, um sich völlig der Schriftstellerei zu widmen.
Katerlis erste Kurzgeschichten waren Anfang der 1970er Jahre erschienen. Als eine der Ersten neben Alexander Schitinski erzählte sie in der Art des Phantastischen Realismus. Drei erste phantastische Kurzgeschichten erschienen 1976. Der erste Sammelband mit ihren Kurzgeschichten kam 1981 heraus. Im selben Jahr wurde eine ihrer Novellen in einem US-amerikanischen Almanach veröffentlicht. In einer im Samisdat verbreiteten Novelle beschrieb sie in halbphantascher Weise die absurde Existenz eines sowjetischen Forschungsinstituts mit Erwähnung des Judenproblems, was verboten war. Sie bekam dadurch Schwierigkeiten und wurde zu einem Gespräch mit einem KGB-Offizier vorgeladen.
In den 1990er Jahren nach dem Zerfall  der Sowjetunion schrieb Katerli Novellen mit psychologischer Thematik. Sie verließ jedoch nicht den Phantastischen Realismus und die Sozialsatire, sodass sie in den 2000er Jahren pamphletische Märchen veröffentlichte.
Übersetzungen einiger Werke Katerlis wurden in den USA, Frankreich, der DDR, Japan, China, Ungarn, der Tschechoslowakei und anderen Ländern herausgegeben.
Neben der literarischen Arbeit kämpfte Katerli mit vielen Zeitungsartikeln über soziale und kulturelle Probleme für die Menschenrechte. Prozesse gegen Menschenrechtsvertreter behandelte sie in verschiedenen Büchern.
In 2. Ehe war Katerli mit dem Ingenieur Michail Grigorjewitsch Efros (1932–2000) verheiratet. Die Philologin und Journalistin Jelena Michailowna Efros (* 1959) und der Unternehmer Alexander Michailowitsch Efros (* 1954) sind ihre Kinder.
Katerli starb am 20. November 2023 in St. Petersburg und wurde auf dem
Jüdischen Preobraschenskoje-Friedhof neben ihrem Mann begraben.

## Ehrungen, Preise
- Preis des PEN-Klubs St. Petersburg (1996, 1999)